# Dr. Chud
Dr. Chud (Cannibalistic Humanoid Underground Drummer), egentligen David Calabrese, född 4 april 1964, är en amerikansk musiker .  
Dr. Chud föddes i Lodi, New Jersey och inledde sin karriär med att spela med Dan Kidney and the Pulsations i åtta år innan han började spela i Sardonica. Under denna tid spelade han även trummor tillsammans med Jerry Only och Doyle Wolfgang von Frankenstein i Kryst The Conqueror. 
Mellan 1995 och 2000 spelade Dr. Chud trummor i The Misfits, och spelade därefter i det egna bandet Graves i två år innan han startade sitt nuvarande band Dr. Chud’s X-Ward. Han spelar också trummor i Doyle Wolfgang von Frankensteins nya band Gorgeous Frankenstein.
Dr. Chud har även medverkat tillsammans med Joey Ramone på albumet We Will Fall: A Tribute to Iggy Pop, samt på Joey Ramones soloalbum Don't Worry About Me.